# Rahul Dev Burman

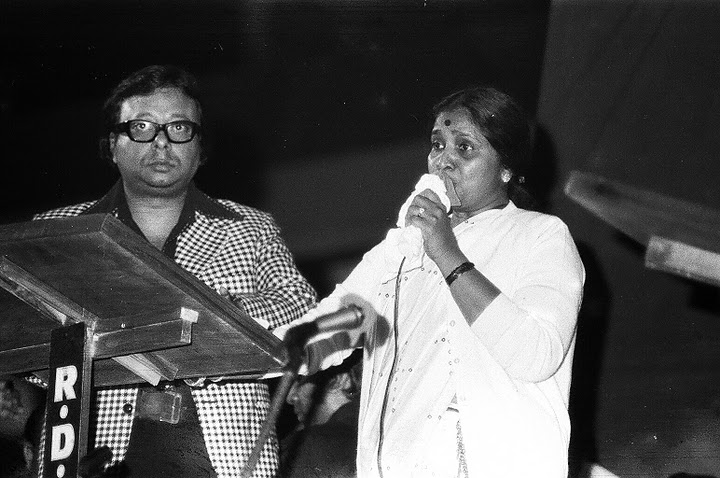
R.D. Burman (links) mit Asha Bhosle

Rahul Dev Burman (* 27. Juni 1939 in Kalkutta; † 4. Januar 1994 in Mumbai; häufig nur R.D. Burman) war ein indischer Komponist des Hindi-Films.

## Leben
Burman war einer der angesehensten und erfolgreichsten Komponisten für Hindi-Filme. Er war der einzige Sohn des berühmten Komponisten Sachin Dev Burman. Er erschien 1966 in der Musikszene mit einem Superhit in dem Film Teesri Manzil. Seit 1995 wird der nach ihm benannte Filmfare R.D. Burman Award for New Music Talent vom  Filmfare-Magazin vergeben.

## Filmografie (Auswahl)
- 1966: Teesri Manzil
- 1968: Padosan
- 1971: Haré Rama Haré Krishna
- 1971: Amar Prem
- 1972: Seeta Aur Geeta
- 1972: Mere Jeevan Saathi
- 1973 Yaadon Ki Baaraat
- 1975: Sholay
- 1975: Deewaar
- 1979: Nauker
- 1977: Hum Kisi Se Kum Nahin
- 1980: Khubsoorat
- 1980: Ali Baba und die 40 Räuber (Alibaba Aur Chalis Chor)
- 1981: Kaalia
- 1981: Naram Garam
- 1982: Namkeen
- 1982: Teri Kasam
- 1983: Pukar
- 1989: Parinda
- 1994: 1942: A Love Story

## Auszeichnungen
- Filmfare Awards als beste Musik
  - 1983 für den Film Sanam Teri Kasam
  - 1984 für den Film Masoom
  - 1995 für den Film 1942: A Love Story

- Star Screen Awards als beste Musik
  - 1995 für den Film 1942: A Love Story